# Princ od Vranje
Stefan Zdravković (srbsky Стефан Здравковић; * 29. září 1993 Vranje), profesionálně známý jako Princ od Vranje (srbsky Принц од Врање, doslova Princ Vranje) nebo jen Princ, je srbský zpěvák a textař, který s písní „Mila“ reprezentoval Srbsko na Eurovision Song Contest 2025.

## Mládí a vzdělání
Stefan Zdravković se narodil ve Vranji na jihu Srbska a od roku 2002 žije v Bělehradě. Byl srbským národním šampionem a vicemistrem v karate, ve kterém rovněž soutěžil za národní tým. Během studií na střední škole, ve věku 15 let, začal hrát v kapelue Šesta Žica, kterou založil společně s několika spolužáky. Profesí je filologem; absolvoval Katedru skandinávských jazyků, literatury a kultury, obor norský jazyk, na Filologické fakultě Bělehradské univerzity.

## Kariéra

### 2016–2021: Počátky
Zdravković je zpěvákem, hraje také na kytaru a bicí. Od roku 2016 působí jako frontman hudební skupiny Sisyphus. V roce 2020 byl obsazen do hlavní role v rockové opeře Jesus Christ Superstar od Andrewa Lloyda Webbera a Tima Rice, kterou organizovalo Kulturní centrum Studentského města.
Zúčastnil se řady festivalů, včetně běloruského Slavjanského bazaru. Je vítězem Mezinárodní hudební soutěže River Notes v Bulharsku a rovněž zvítězil na jednom z největších hudebních festivalů na Maltě. Kromě výše zmíněných vystupoval i na festivalech v Kazachstánu, Litvě, Itálii a Španělsku. Je autorem písně „Lepo moje Vranje“, kterou nazpíval jeho blízký přítel Đorđe Popović. V soutěži Glasat na Bulgaria se v roce 2021 z více než 4 000 přihlášených probojoval mezi 12 nejlepších, tedy do semifinále.

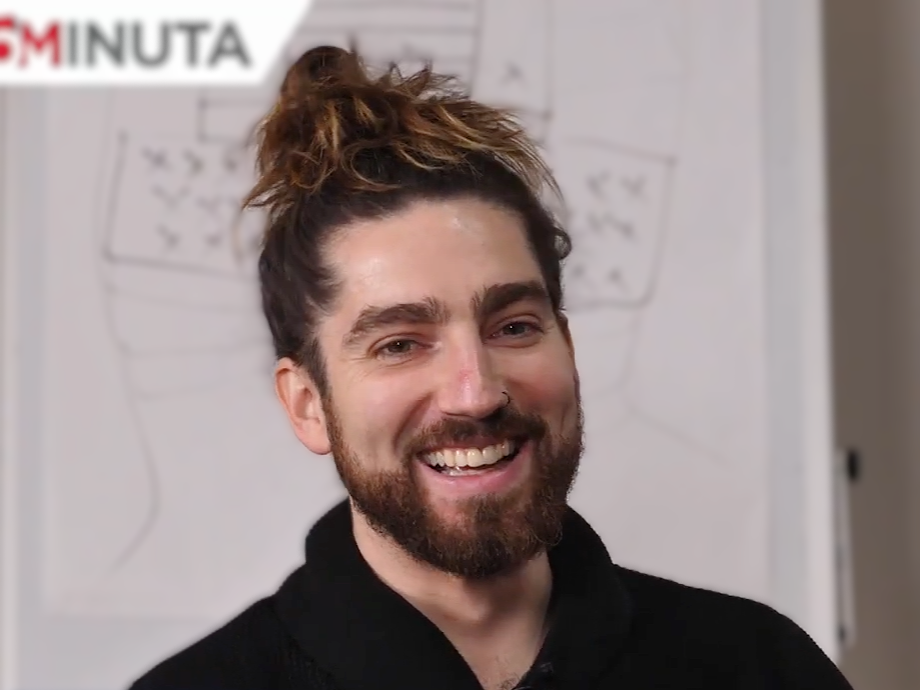
Zdravković v roce 2023

### 2022–2024:Pesma za Evroviziju
14. ledna 2022 bylo oznámeno, že Princ je jedním z 36 soutěžících vybraných do národního výběru ročníku Pesma za Evroviziju ’22. Již 19. ledna však oznámil, že ze soutěže odstupuje kvůli neshodám s autorkou písně Leontinou ohledně své skladby „Ljubi svog čoveka“. Píseň nakonec zazpívala Tijana Dapčevićová, která reprezentovala Severní Makedonii na Eurovision Song Contest 2014, a to v upravené verzi s názvem „Ljubi, ljubi doveka“.
V následujícím roce se Princ zúčastnil soutěže ročníku Pesma za Evroviziju ’23 s písní „Cvet sa istoka“, kterou napsal Dušan Bačić a aranžoval Dejan Nikolić. Výsledky hlasování ukázaly, že Princ získal nejvíce hlasů diváků jak v prvním semifinále, tak i ve finále, avšak v celkovém součtu s hlasy poroty skončil na druhém místě za zpěvákem Luke Blackem.

### 2025–: Eurovision Song Contest
V prosinci 2024 bylo oznámeno, že se Princ s písní „Mila“ zúčastní soutěže Pesma za Evroviziju ’25. Po postupu z druhého semifinále soutěž dne 28. února 2025 vyhrál. 2. května vydal své debutové studiové album se stejným názvem, jehož titulní skladbou byla právě vítězná píseň. Na Eurovision Song Contest 2025 v Basileji vystoupil v druhém semifinále dne 15. května, ale nedokázal se kvalifikovat do finále. Tím se Srbsko poprvé od roku 2017 a celkově počtvrté v historii neprobojovalo do finále Eurovize. S odhalením podrobných výsledků bylo později odhaleno, že se v semifinále umístil na 14. místě ze 16 účastníků, čímž se stal vůbec nejhůře umístěným srbským zástupcem v historii soutěže.

## Diskografie

### Alba
- 2025: Mila

### Singly
- 2022: „Samo mi je lepo“
- 2023: „Cvet sa Istoka“
- 2023: „Divna“
- 2023: „Mirno“ (s Gocou Tržan)
- 2023: „Kad poželiš“ (s Reginou)
- 2024: „Ajša“
- 2024: „Čardak“
- 2024: „Ela Ela“
- 2024: „Belo“
- 2024: „Paučina“ (s Šejlou Zonić)
- 2025: „Mila“
- 2025: „Lejla“